# 正亮氨酸
正亮氨酸（英語：Norleucine，也称为2-氨基己酸）是亮氨酸的同分异构体，结构简式为CH3(CH2)3CH(NH2)CO2H，属于非蛋白胺基酸。